# Le Bon et les Méchants
Le Bon et les Méchants is een Franse film van Claude Lelouch die werd uitgebracht in 1976. 
De film is opgenomen in sepia.

## Samenvatting
1935. Jacques en Simon zijn twee boeven die hun kostje bij elkaar scharrelen met juwelendiefstallen en overvallen. Ze gebruiken daartoe een Citroën Traction Avant. Inspecteur Deschamps zit al een tijd achter hen aan. De twee vrienden leren de prostituee Lola kennen en vanaf dan trekken ze samen op. 
Wanneer de Tweede Wereldoorlog uitbreekt zetten de drie vrienden aanvankelijk een lucratief handeltje op met de Duitsers. Wanneer ze de brutaliteit waarmee de Gestapo te werk gaat bemerken stoppen ze daarmee en ze zoeken algauw aansluiting bij de Résistance. Ondertussen is inspecteur Deschamps als collaborateur voor de Duitsers gaan werken. 

## Rolverdeling
| Acteur                          | Personage                  |
| ------------------------------- | -------------------------- |
| Jacques Dutronc                 | Jacques                    |
| Marlène Jobert                  | Lola                       |
| Jacques Villeret                | Simon                      |
| Bruno Cremer                    | inspecteur Bruno Deschamps |
| Brigitte Fossey                 | Dominique Blanchot         |
| Jean-Pierre Kalfon:Henri Lafont |                            |
| Alain Mottet                    | commissaris Blanchot       |
| Marie Déa                       | mevrouw Blanchot           |
| Serge Reggiani                  | leider van de Résistance   |
| Stéphane Bouy                   | Pierre Bonny               |
| Georg Marischka                 | Duits generaal             |
| Philippe Léotard                | Citroënverkoper            |
| Alain Basnier                   | zoon van Blanchot          |
| Valérie Lagrange                | Françoise                  |
| Claudio Gaia                    | Claudio De Souza           |
| Arlette Emmery                  | Arlette                    |
| Anne Libert                     | haar vriendin              |
| Hans Verner                     | Duits officier             |
| André Falcon                    | burgemeester               |
| Étienne Chicot                  | luitenant                  |